# Sapho (opera)
Sapho è una pièce lyrique ("commedia lirica", un'opera in stile declamatorio) in cinque atti, composta da Jules Massenet su un libretto francese di Henri Caïn e Arthur Bernède, basato sull'omonimo romanzo di Alphonse Daudet. Fu eseguita per la prima volta il 27 novembre 1897 dalla compagnia dell'Opéra Comique al Théâtre Lyrique in Place du Châtelet a Parigi con Emma Calvé nel ruolo di Fanny Legrand. Un'opera affascinante ed efficace, il cui successo è fortemente legato al carisma del soprano principale, che non ha mai guadagnato un posto nel repertorio operistico standard.

## Storia delle esecuzioni

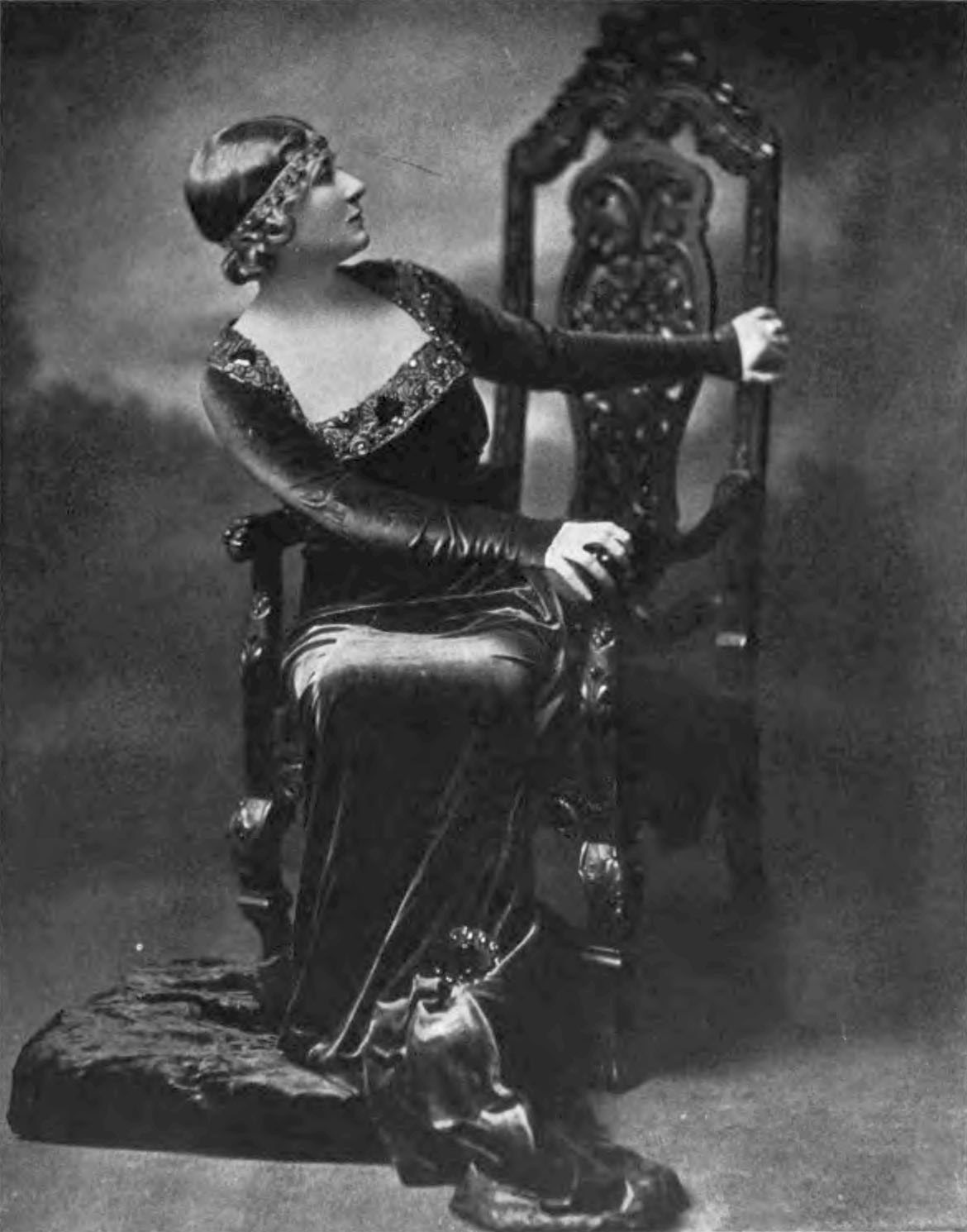
Mary Garden come Saffo

Nella sua prima produzione nel 1897 Sapho fu presentata in una forma fortemente accorciata di quattro atti, a causa della disponibilità limitata della Calvé, nonché dell'approssimarsi della morte di Daudet (che era un caro amico di Massenet) e delle carenze della recitazione del tenore Lepestre, che interpretava il ruolo di protagonista romantico di Jean Gaussin. La scena culminante in cui Gaussin costringe Sapho a bruciare le lettere dei suoi ex amanti dovette essere omessa. Nell'aprile del 1898 fu aggiunto il tableau de l'oasis e furono fatte alcune altre aggiunte alla partitura. In questa prima produzione all'Opéra-Comique, l'opera ebbe 42 esecuzioni.

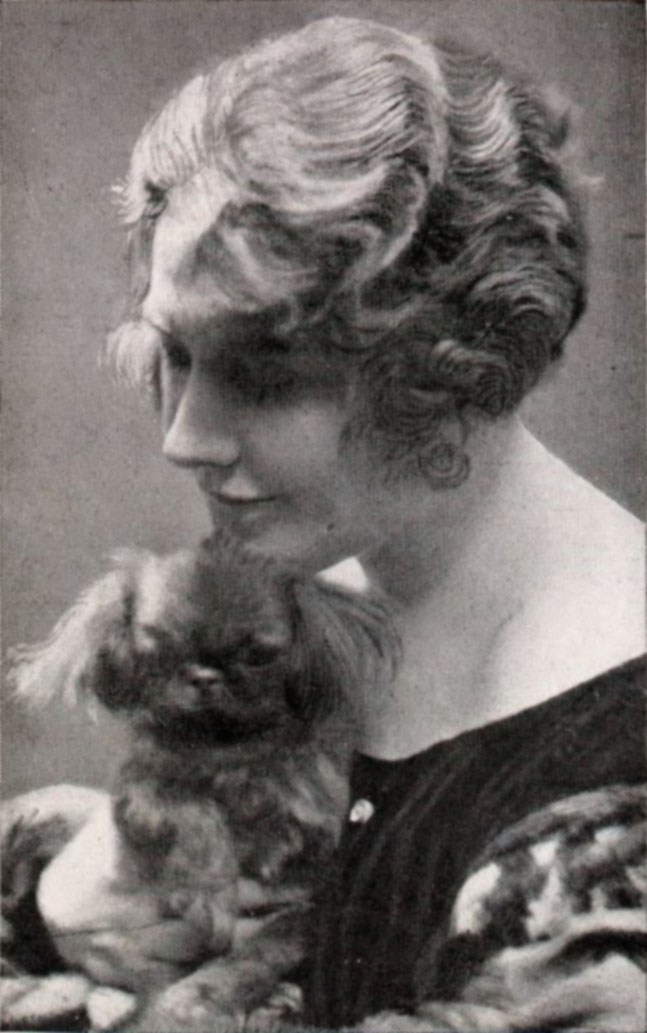
Marguerite Carré

La scena della lettera fu ripristinata in una versione riveduta in 6 atti, eseguita per la prima volta il 22 gennaio 1909 alla Salle Favart. Il revival fu prodotto da Albert Carré con decorazioni di Amable e Lucien Jusseaume e costumi di Félix Fournery, con la moglie di Carré Marguerite Carré, che realizzò lo spettacolo. Fu ripresa di nuovo il 17 maggio 1916 e il 23 febbraio 1935 ed ebbe un totale di 126 rappresentazioni al momento della sua ultima esibizione all'Opéra-Comique nel 1936.
L'opera fu eseguita per la prima volta fuori dalla Francia il 14 aprile 1898 in italiano al Teatro Lirico di Milano. A ciò seguirono le esecuzioni nel 1898 a Ginevra e del 1899 a Lisbona, Alessandria d'Egitto, Algeri, Buenos Aires, Rio de Janeiro e Bucarest. Fu poi data ad Anversa (1901), L'Aia (1903) e Bruxelles (1903).
A partire dal 17 novembre 1909 l'opera fu presentata a New York da Oscar Hammerstein al suo Manhattan Opera House. Fu cantata in francese con il famoso Mary Garden come Fanny Legrand, ma la sua esibizione fu considerata una delusione. Fu la terza opera di Massenet ad essere presentata lì in un periodo di dieci giorni, le altre due erano Hérodiade (sempre una prima di New York) e il Werther.
Fu ripresa in una esecuzione in concerto alla Carnegie Hall il 23 gennaio 1979 con Elisabeth Söderström nel ruolo di Fanny Legrand. Harold C. Schonberg, scrivendo sul The New York Times, commentò:
L'opera fu eseguita anche al Wexford Festival Opera nel 2001 e al Festival di Massenet a Saint-Étienne nel 2003.

## Ruoli
| Ruolo                                  | Registro vocale | Cast della prima, 27 novembre 1897 (Direttore: Jules Danbé) | Versione riveduta 22 gennaio 1909 (Direttore: François Ruhlmann) |
| -------------------------------------- | --------------- | ----------------------------------------------------------- | ---------------------------------------------------------------- |
| Fanny Legrand, modella di un artista   | soprano         | Emma Calvé                                                  | Marguerite Carré                                                 |
| Jean Gaussin, un giovanotto            | tenore          | Julien Lepestre                                             | Thomas Salignac                                                  |
| Irène, sua sorella adottiva            | soprano         | Julia Guiraudon                                             | Geneviève Mathieu-Lutz                                           |
| Divonne, sua madre                     | mezzosoprano    | Charlotte Wyns                                              | Judith Lassalle                                                  |
| Césaire, suo padre                     | basso           | André Gresse                                                | Jean Delvoye                                                     |
| Caoudal, uno scultore                  | baritono        | Marc-Nohel                                                  | Jean Périer                                                      |
| Un contadino                           | tenore          | Maurice Jacquet                                             | Maurice Cazeneuve                                                |
| Un padrone di ristorante               | baritono        | Dufour                                                      | Hippolyte Belhomme                                               |
| Coro: Ospiti, guitti, artisti, zingari |                 |                                                             |                                                                  |

## Trama
Luogo: Parigi
Epoca: tardo XIX secolo

Emma Calvé nel ruolo di Sapho (dipinto da Théobald Chartran)

La storia riguarda la bella Sapho, una modella per artisti di una certa età e con una vita scandalosa, il cui vero nome è Fanny Legrand. Comincia una relazione con un giovane, Jean Gaussin, ma la relazione, come spesso accade nelle opere, è sfortunata.

### Atto 1
Un ballo in maschera nello studio di Caoudal
Jean Gaussin è un giovane timido e poco sofisticato della Provenza, che è venuto a Parigi per studiare. A un ballo in costume offerto dallo scultore Caoudal, tra la rumorosa musica da ballo e il vortice pazzo, il confuso Gaussin si ritira e canta del suo paese natale, in un ampio ed espressivo cantabile, uno dei pochi passaggi tipo-aria che l'opera contiene. Fanny, la cui immaginazione è catturata da questo giovane, così stranamente diverso dai suoi amici, fa prontamente conoscenza e, mentre gli ospiti le stanno gridando di venire a cena, lo porta via con sé.

### Atto 2
Le stanze di Jean Gaussin
Jean Gaussin è nei suoi alloggi, dove i suoi genitori lo hanno insediato come studente. Canta una canzone, "O Magali, ma tant amado", basata su una melodia tradizionale, che Gounod aveva già usato in Mireille. Riappare dopo e aggiunge un po' di colore locale provenzale al pezzo. Oltre a questa canzone e un frammento della sua aria dal primo atto, è tutto conversazione in musica, declamazione rapida e libera su un accompagnamento orchestrale che varia continuamente.
Il padre e la madre di Gaussin e Irène, un "jeune fille", da loro adottata ed evidentemente destinata come moglie di Jean, gli dicono "arrivederci". Non appena escono dalla porta, entra Fanny, senza preavviso, prende immediatamente possesso di Jean e dell'appartamento e scaccia tutti i ricordi dei suoi genitori. Qui c'è di più lo stile della conversazione, interrotta da un duetto tra i due che ha l'accento della passione.

### Atto 3
Scena 1: il ristorante di Ville-d'Avray
Gli amanti sono in un piccolo ristorante all'aperto vicino a Parigi e sono ancora molto felici, mentre cantano insieme in un altro duetto. C'è una cena degli artisti sul posto e, quando arrivano i commensali, c'è un coro più vivace e un'imitazione di una banda itinerante. Da una parola casuale di Caoudal, Jean scopre per la prima volta che la sua adorata Fanny non è altro che Sapho, la famigerata modella e gli viene raccontato qualcosa del suo passato. Lui rimane sbalordito e quando Fanny riappare per unirsi alla festa, vede subito quello che è successo, mentre Jean si gira verso di lei con rabbia e se ne va. Canta la sua rabbia in una musica molto più declamatoria che lirica e la scena si interrompe improvvisamente e violentemente.
Scena 2: la casa di Fanny e Jean a Ville-d'Avray
Jean è tornato nella loro casa e trova una scatola di Fanny contenente lettere dei suoi amanti del passato. Fanny lo ha seguito. La costringe a bruciare le lettere dopo averle prima lette, scoprendo che ha un figlio illegittimo il cui padre è un falsario condannato. Trovando sempre più difficile credere di essere il suo primo e unico vero amore, la respinge brutalmente e se ne va.

### Atto 4
Ad Avignone
Jean è tornato dai suoi genitori in Provenza. Si ode l'aria "Magali" nel preludio, cantata a distanza. Jean è tornato per chiedere perdono, che ottiene prontamente da sua madre, in un duetto. Segue un'aria affettuosa cantata da Irène. Appare inaspettatamente Sapho, con l'ovvia intenzione di rivendicare Jean. Lui la riceve freddamente e le ricorda il suo passato e l'impossibilità di ricongiungersi a lei. Fanny viene sconfitta in un incontro con sua madre e se ne va senza di lui.

### Atto 5
La casetta a Ville-d'Avray
Il lungo preludio a questo atto si intitola "Solitude". Fanny è sola nella casa di campagna che avevano precedentemente condiviso e sta per andarsene, quando Jean ritorna. Lei gli chiede di tornare di nuovo e lui dice che ora è pronto a sacrificare tutto ciò che la vita può riservare per lui. Lei promette di restare, ma mentre lui si addormenta sulla sua sedia, convinto della sua sincerità, lei esce furtivamente e lo abbandona.

## Incisioni
Ci sono almeno tre registrazioni dell'opera completa. La registrazione di una "esibizione dal vivo, Londra, settembre 1973" (pubblicata su LP nel 1974 dalla MRF Records e su CD nel 2005 per l'etichetta Opera D'Oro) vede Milla Andrew come Sapho. Un'incisione in studio (pubblicata su LP nel 1978 da EMI/Pathé Marconi e distribuita negli Stati Uniti sotto l'etichetta Peters International, ora disponibile su CD) vede Renée Doria nel ruolo di Sapho. David L. Kirk, scrivendo sulla rivista Fanfare, afferma che nell'incisione di Opera D'Oro "non ci sono rumori che disturbano sul palco o nel pubblico. Sospetto che questo CD sia prodotto da dischi LP perché alcuni rumori di superficie sono debolmente udibili. È in stereo e il suono è ok". Afferma anche che la qualità delle due esibizioni è abbastanza simile, ma il sonoro della registrazione EMI è superiore. Anche l'esecuzione del Wexford Festival è disponibile su CD.
- 1973: Milla Andrew (Fanny Legrand); Alexander Oliver (Jean Gaussin); George MacPherson (Césaire); Jenny Hill (Irène); Laura Sarti (Divonne); BBC Orchestra & Chorus; Bernard Keefe (direttore); Opera D’Oro OPD7015 (2 CDs: 125:20 ); registrato dal vivo a Londra nel settembre 1973; pubblicato nel 2005 a due livelli di qualità: nel formato "Grand Tier", più costoso, la confezione comprende un opuscolo con le note e il libretto completo.[12] Listings su WorldCat.
- 1978: Renée Doria (Fanny Legrand); Ginès Sirera (Jean Gaussin); Gisele Ory (Divonne); Adrien Legros (Césaire); Elya Waisman (Irène); René Gamboa (Caoudal); Christian Baudean (La Bordérie); Jean-Jacques Doumene (Un padrone di ristorante); Orchestre Symphonique de la Garde Républicaine; Roger Boutry (direttore); CDRG 103 (2 CDs: 129:28); no release date; CD comprende un opuscolo con le note, ma non il libretto. La versione LP include il libretto francese. Listings su WorldCat.
- 2001: Giuseppina Piunti (Fanny Legrand); Brandon Jovanovich (Jean Gaussin); Agata Bienkowska (Divonne); Massimiliano Gagliardo (Césaire); Ermonela Jaho (Irène); Luca Salsi (Caoudal); Angel Pazos (La Bordérie); Nicolas Courjal (Un padrone di ristorante); Wexford Festival Opera Chorus; National Philharmonic Orchestra of Belarus; Jean-Pierre Tingaud (direttore); Fonè CD/SACD 023 (2 CDs: 124 minutes); note e riassunto inclusi.[7] Listings su WorldCat.

## Produzioni
| Data d'inizio    | Località, compagnia, teatro                                 | Lingua   |
| ---------------- | ----------------------------------------------------------- | -------- |
| 27 novembre 1897 | Parigi, Opéra-Comique, Théâtre Lyrique                      | Francese |
| 14 aprile 1898   | Milano, Teatro Lirico                                       | Italiano |
| 25 novembre 1898 | Ginevra, Théâtre de Neuve                                   | Francese |
| gennaio 1899     | Lisbona, Teatro de San Carlos                               | Italiano |
| 13 gennaio 1899  | Alessandria, Zizinia Theatre                                | Italiano |
| marzo 1899       | Algeri, Théâtre Municipal                                   | Francese |
| 4 giugno 1899    | Buenos-Aires, Teatro Colón                                  | Italiano |
| 15 agosto 1899   | Rio de Janeiro, Teatro Lirico                               | Italiano |
| 21 December 1899 | Bucarest, Teatrul Național                                  | Italiano |
| 12 novembre 1901 | Anversa                                                     | Francese |
| febbraio 1903    | L'Aia                                                       | Francese |
| 3 novembre 1903  | Bruxelles, Théâtre de la Monnaie                            | Francese |
| 22 gennaio 1909  | Parigi, Opéra-Comique, Salle Favart III                     | Francese |
| 17 novembre 1909 | New York, Manhattan Opera House                             | Francese |
| December 1909    | Mosca, Teatro Bol'šoj                                       | Russo    |
| 27 December 1913 | New Orleans, French Opera House                             | Francese |
| 22 febbraio 1919 | Barcellona, Teatro del Liceu                                | Francese |
| 23 febbraio 1935 | Parigi, Opéra-Comique, Salle Favart III                     | Francese |
| 14 marzo 1967    | Londra, St. Pancras Town Hall                               |          |
| 23 gennaio 1979  | New York, Carnegie Hall (concert)                           | Francese |
| 26 ottobre 2001  | Wexford Festival Opera, Theatre Royal                       | Francese |
| 7 novembre 2003  | Saint-Étienne, Festival di Massenet, Grand Théâtre Massenet | Francese |